# دييغو ساكومان
دييغو ساكومان (بالبرتغالية: Diego Sacoman‏) (15 ديسمبر 1986 بغوارولوس في البرازيل - ) هو لاعب كرة قدم برازيلي في مركز الدفاع. لعب مع نادي بونتي بريتا ونادي سيارا ونادي غواراني ونادي كورينثيانز ونادي سانتا كروز وريد بول برازيل.

## روابط خارجية
- دييغو ساكومان على موقع قاعدة بيانات كرة القدم.إي يو (الإنجليزية)
- دييغو ساكومان على موقع Soccerway.com (الإنجليزية)